# Eva Klepáčová
Eva Klepáčová (Praga, 2 de mayo de 1933 - 18 de junio de 2012) fue una actriz, actriz de voz y presentadora checa. Uno de sus papeles cinematográficos más conocidos es el personaje de Kate en el cuento de hadas checo Playing with the Devil (1956), dirigido por Josef Mach. También era conocida como actriz de doblaje. En 2007, el Presidium del Sindicato de Actores le otorgó el Premio a la Trayectoria en el doblaje. Apareció en 19 películas y programas de televisión entre 1955 y 1996.

## Biografía
Eva Klepáčová nació como Eva Beatrix Klepáčová el 2 de mayo de 1933 en Praga, entonces Checoslovaquia. Su padre, Antonín Klepáč, era un bailarín del Teatro Nacional, y su madre, Kamila Klepáčová (de soltera Vlášková), era bailarina y actriz independiente (actuó en el Vest Pocket Revue en el Teatro Liberado de Jiří Voskovec y Jan Werich). Más tarde, Klepáčová se casó con el actor y cantante Josef Zíma.

## Carrera
Eva Klepáčová, al igual que muchos otros actores de Praga, inició su carrera en el Ensamble de Arte Infantil de Radio Disman. Después de graduarse de la escuela secundaria, estudió en la Academia de Artes Escénicas de Praga y pasó su primera temporada teatral en el Teatro del Norte en Liberec. Posteriormente, obtuvo un puesto permanente en el Teatro Realista de Zdeněk Nejedlý en Smíchov (ahora el Švandovo divadlo en Smíchov). Gracias a su agradable voz y su discurso culto, Eva Klepáčová trabajó como presentadora ocasional en la Televisión Checoslovaca, prácticamente desde el principio de su existencia. También aplicó su excelente disposición vocal en el trabajo de radio y doblaje. Junto a su esposo, Josef Zíma, hizo el doblaje con éxito, entre muchos otros, del personaje principal de Nastenka en el cuento de hadas ruso Jack Frost (1964). Zíma narró el papel de su pretendiente, Ivan.

## Filmografía
- Cirkus bude! (1954)
- Playing with the Devil (1956)
- Slečna od vody (1959)
- Fantom Morrisvillu (1966)
- Dita Saxová (1967)
- Když rozvod, tak rozvod (1982)
- Já nejsem já (1971)
- Jak básníkům chutná život  (1987)
- Kolja  (1996)
- Mach, Šebestová a kouzelné sluchátko (2001)

## Televisión
- Pohádka z tisíce a jedné noci (1967)
- Trapasy (1969)
- Madame Sans-Géne (1971)
- 30 případů majora Zemana (1974)
- Veronika, prostě Nika (1980)
- Nová dvojpohádka z lesa (1981)
- Bianka Braselli - dáma s dvěma hlavami (1986)
- Křeček v noční košili (1987)
- Perníkářka a větrný mládenec (1990)